# Мушкетов, Дмитрий Иванович
Дмитрий Иванович Мушкетов (19 [31] марта 1882, Санкт-Петербург — 18 февраля 1938, Ленинград) — русский, советский учёный-геолог, тектонист, профессор (1915), доктор геолого-минералогических наук (1936). Ректор Горного института (1918—1927), возглавлял Геологический комитет (1926—1929), организатор науки и просвещения, репрессирован (1937).

## Биография
Родился 19 (31) марта 1882 года в Санкт-Петербурге в семье профессора Ивана Васильевича Мушкетова и Екатерины Павловны Мушкетовой (урождённая Иосса) (1854—1925), дочери Павла Андреевича Иосса (1827—1881), которая происходила из немецкой семьи потомственных горных инженеров Иосса, оставшихся в России.

### Образование
Поступил в Императорскую гимназию Санкт-Петербургского историко-филологического института в возрасте 9 лет и учился в ней с 30 апреля 1891 по 24 июня 1899 г.
С детства Д. И. Мушкетов хотел стать моряком, но дальтонизм не дал его мечте осуществиться, поэтому он пошёл в геологию, по стопам отца. После окончания гимназии подал прошения в два высшие учебные заведения: директору Горного института императрицы Екатерины II о допущении к вступительным испытаниям (31 июня 1899) и ректору Санкт-Петербургского университета о зачислении в студенты по разряду естественных наук (5 августа 1899). Окончил Горный институт в Санкт-Петербурге 29 января 1907 года (диплом № 531 от 28 февраля 1907 года) по первому разряду. Практику проходил под руководством опытных геологов: К. И. Богдановича (Дагестан, 1902, совместно с сокурсником С. А. Конради), А. П. Герасимова (Забайкальская область, 1903), Я. С. Эдельштейна (Восточная Бухара, 1905), Л. И. Лутугина (Донецкий бассейн, 1906).

### Научная работа
Поле окончания Горного института был приглашён на две должности Горного ведомства: 2 июня 1907 года — на службу в распоряжение Геологического комитета для практической работы, а с 1 июля — внештатным ассистентом Горного института. 15 февраля 1911 года переведён на должность штатного ассистента по кафедре геологии и оставлен на службе при Горном управлении. Одновременно работал в Институте инженеров путей сообщения, где с 1908 году руководил практическими занятиями по геологии, в 1910 году читал лекции по динамической геологии.
С 1915 года — профессор, адъюнкт-геолог.
В 1909—1916 годах участвовал в экспедициях в Ферганской долине под руководством академика В. И. Вернадского. В экспедиции принимали участие студенты Д. В. Наливкин, И. М. Москвин и Е. В. Иванов. Д. И. Мушкетов не только руководил полевыми работами на месте, но и выполнял работы по тектонике и общей геологии. С экспедицией близко взаимодействовали геологи Л. С. Коловрат-Червинский, В. И. Лучицкий и Б. А. Линденер. В результате экспедиции были составлены геологическая и петрографическая карта района.
Кроме Средней Азии изучал Восточную Сибирь, Якутию, Дальний Восток, Донецкий угольный бассейн, Кавказ. В южной Италии изучал Мессинское землетрясение.
В 1915 году защитил в Горном институте диссертацию на звание адъюнкта «Чиль-Устун и Чиль-Майрам» — исследование по геологии, тектонике и геоморфологии участка между Алайским и Ферганским хребтами.
В 1918—1927 годах был ректором Горного института, одновременно заведовал кафедрой общей геологии, а с 1930 года — директор созданного им при Горном институте Института прикладной геофизики им. В. И. Баумана. На посту ректора потребовал прекращения «командования над ректором, проректором, деканатом и профессурой со стороны всех студенческих организаций, включая и коллектив РКП».
В 1926—1929 годах — председатель/директор Геологического комитета. Его заместителем был назначен И. М. Губкин, помощниками — А. К. Мейстнер, В. К. Котульский и Н. Н. Тихонович.
В 1926—1929 годах возглавлял Геологический отдел Сейсмологического института АН СССР.
В 1931—1932 годах В. А. Обручев привлёк Д. И. Мушкетова к руководству вновь организованным научным кружком Геологического института АН СССР.
С 1933 года руководил Отделом тектоники и геоморфологии в связи с тектоникой Геологического института АН СССР (ГИН АН СССР).
Занимался региональной геологией и тектоникой, геологией Средней Азии, стал одним из основоположников её систематического геологического картографирования.
23 января 1936 года по представлению Ленинградского горного института Д. И. Мушкетову была присуждена учёная степень доктора геолого-минералогических наук по совокупности научных трудов, без публичной защиты диссертации.

### Организатор науки

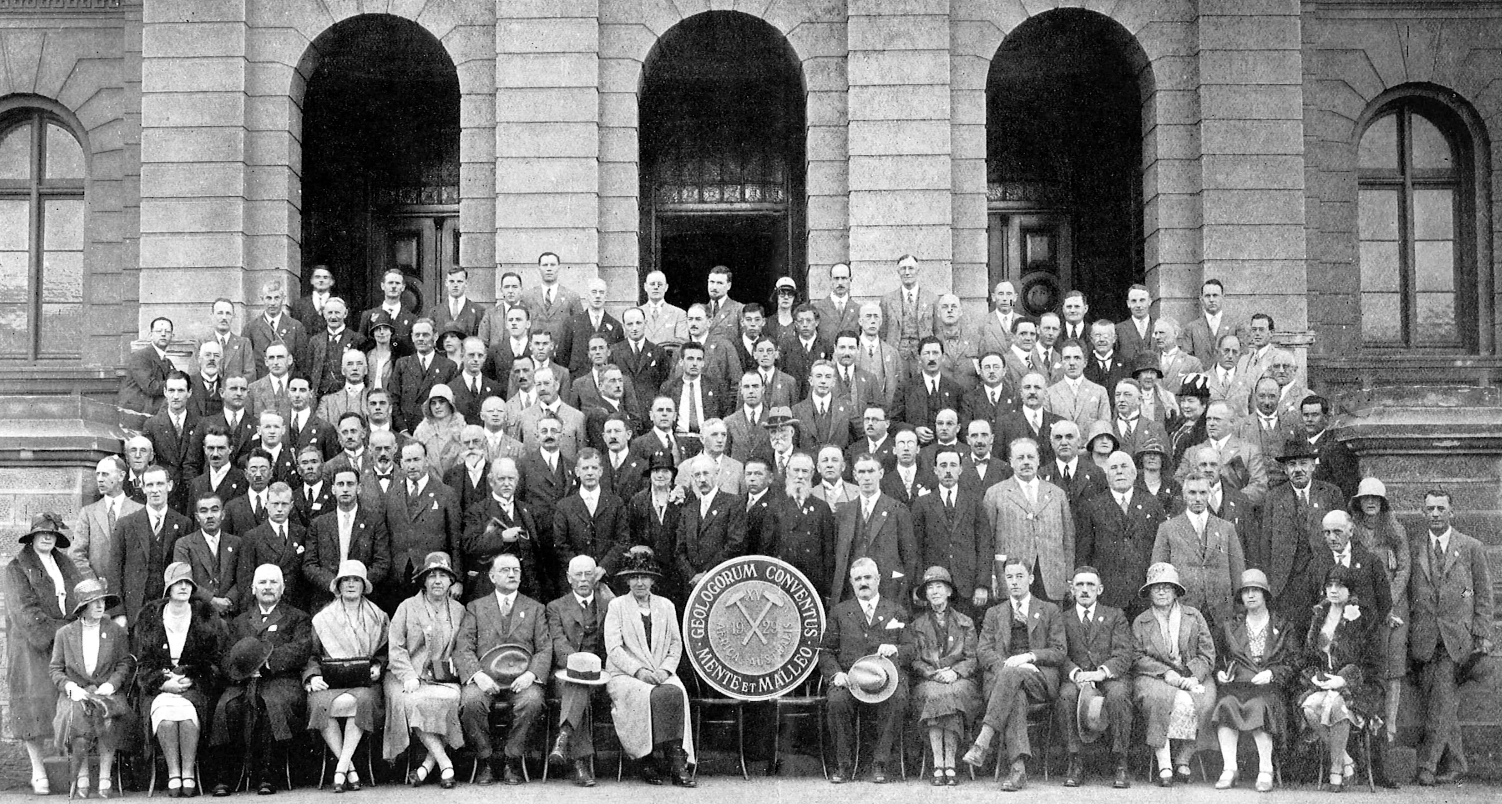
Д. И. Мушкетов на 15 сессии МГК в Южной Африке, 1929

Свободно владел немецким, французским и английским языками. Четырнадцать раз выезжал в научные командировки в страны Западной Европы, Северную Америку, Южную Африку, Китай, Японию, где работал даже в полевых условиях.
Был членом геологических и географических обществ Германии, Бельгии, Франции, Англии, Китая, США. Пользовался мировой известностью и огромным авторитетом среди геологов.
В 1928 году организовал проведение 3-го Всесоюзного геологического съезда в Ташкенте (20—26 сентября 1928 года), где также присутствовало много иностранных специалистов.
С академиком А. Е. Ферсманом у них не было дружественного контакта и они не договаривались об общих научных работах, однако принимали участие во Всесоюзных съездах геологов. 17—30 июня 1928 года совместно выезжали в Копенгаген (Дания) на международный съезд, посвящённый 40-летию образования Датского геологического института, где Д. И. Мушкетова избрали первым руководителем бюро Ассоциации по изучению четвертичного периода Европы (АИЧПЕ).
В 1930 году заочно избран сессией МГК в Вашингтоне Президентом Международной комиссии по разломам земной коры.
Д. И. Мушкетов принял участие в проведении и подготовке Международных геологических конгрессов:
| Сессия | Год  | Место проведения | Участие |
| ------ | ---- | ---------------- | --- |
| 13     | 1922 | Брюссель         | Делегация от России не сформирована, приехал по личному приглашению. Доклад. Отчёт.                                                             |
| 14     | 1926 | Мадрид           | Делегат от СССР. Доклад. |
| 15     | 1929 | Претория         | Глава советской делегации. Избран вице-президентом конгресса. Способствовал избранию СССР местом проведения 17-й сессии. Отчёт.                 |
| 16     | 1933 | Вашингтон        | Не допущен. Два доклада приняты к печати. Заочно единогласно был избран председателем Комитета по разломам земной коры.                         |
| 17     | 1937 | Москва           | Готовил среднеазиатские экскурсии конгресса. Арестован за 21 день до открытия конгресса. Упоминание о нём после 1937 года изъято из материалов. |

Был в длительных командировках по поручению ВСНХ СССР:
- США (14 августа — 1 декабря 1927 года)
- Западная Европа и Южная Африка (1 июня — 1 октября 1929 года).

С 1926 года вёл подготовительную работу по выбору и проведению Международного геологического конгресса в СССР. В 1933 году всместо него комендирован Губкин на Международный геологический конгресс в Вашингтон. В 1937 году (накануне конгресса) был арестован, а конгресс возглавил И. М. Губкин.

### Репрессии
Арестован 29 июня 1937 года по ложному обвинению в том, что он якобы «в 1930 году создал контрреволюционную террористическую группу и совершал вредительские акты». А. М. Болдырева рассказывала, что она видела, как из квартиры Д. И. Мушкетова после его ареста вытаскивали его вещи, мебель, книги.
Вместе с ним были арестованы другие геологи из-за якобы принадлежности к «контрреволюционной фашистской вредительской террористической организации, действовавшей с 1930 года и возглавляемой Д. И. Мушкетовым», среди которых были геологи Г. А. Дуткевич, М. С. Ескин, Г. Н. Краснопёров.
3 февраля 1938 года (по представлению Цесарского) Сталин, Ворошилов, Молотов и Каганович подписали расстрельный список (приговор по 1-й категории), где под № 42 значился Дмитрий Иванович Мушкетов. 18 февраля выездной сессией Военной коллегии Верховного суда СССР осуждён по статьям 58-7, 58-8, 58-11 к высшей мере наказания и в тот же день расстрелян в Ленинграде вместе с другими учёными-геологами: Н. В. Бобковым, Г. Н. Фредериксом, В. Ю. Черкесовым.
После завершения работы XVII Конгресса МГК в Ленинградском горном институте за № 177/лс, § 6 от 23 сентября 1937 г. был издан приказ: «Считать уволенным Директора Горного музея Мушкетова Д. И. с 29 августа 1937 г., как находящегося под арестом свыше 2-х месяцев. Зам. директора А. Герман».
Д. И. Мушкетов 8 декабря 1956 года был посмертно полностью реабилитирован Верховным судом СССР.

## Семья
Двоюродный дядя по материнской линии Иосса, Николай Александрович (1845—1916) — горный инженер, директор Горного института.
Жена — Мушкетова, Ульяна Васильевна (дочь майора Козиненко), после 1938 года как член семьи изменника Родины (ЧСИР) отбывала срок 8 лет в Темниковских лагерях, в начале 1950-х годов жила в Джамбуле.
Дочери:
- Марина (Маруся) — скончалась 31 августа 1920 года.
- Галина — в 1926 году была с отцом на конгрессе в Испании и вышла там замуж[43][44].

## Награды
- 1905 — Малая Серебряная медаль ИРГО[45]
- 1915 — Орден Святого Станислава 3-й степени — «за отлично-усердную службу», 22 марта (4 апреля) 1915.

## Членство в организациях
- Российское минералогическое общество
- Русское географическое общество
- Московское общество испытателей природы
- Первый президент международной Ассоциации четвертичного периода[46].
- и многие другие